# Distretto elettorale di Mpungu
Il distretto elettorale di Mpungu è un distretto elettorale della Namibia situato nella Regione di Kavango con 20.787 abitanti al censimento del 2011. Il capoluogo è la città di Mpungu.
Altra località importante del distretto è Nkurenkuru.